# Luhe-Wildenau

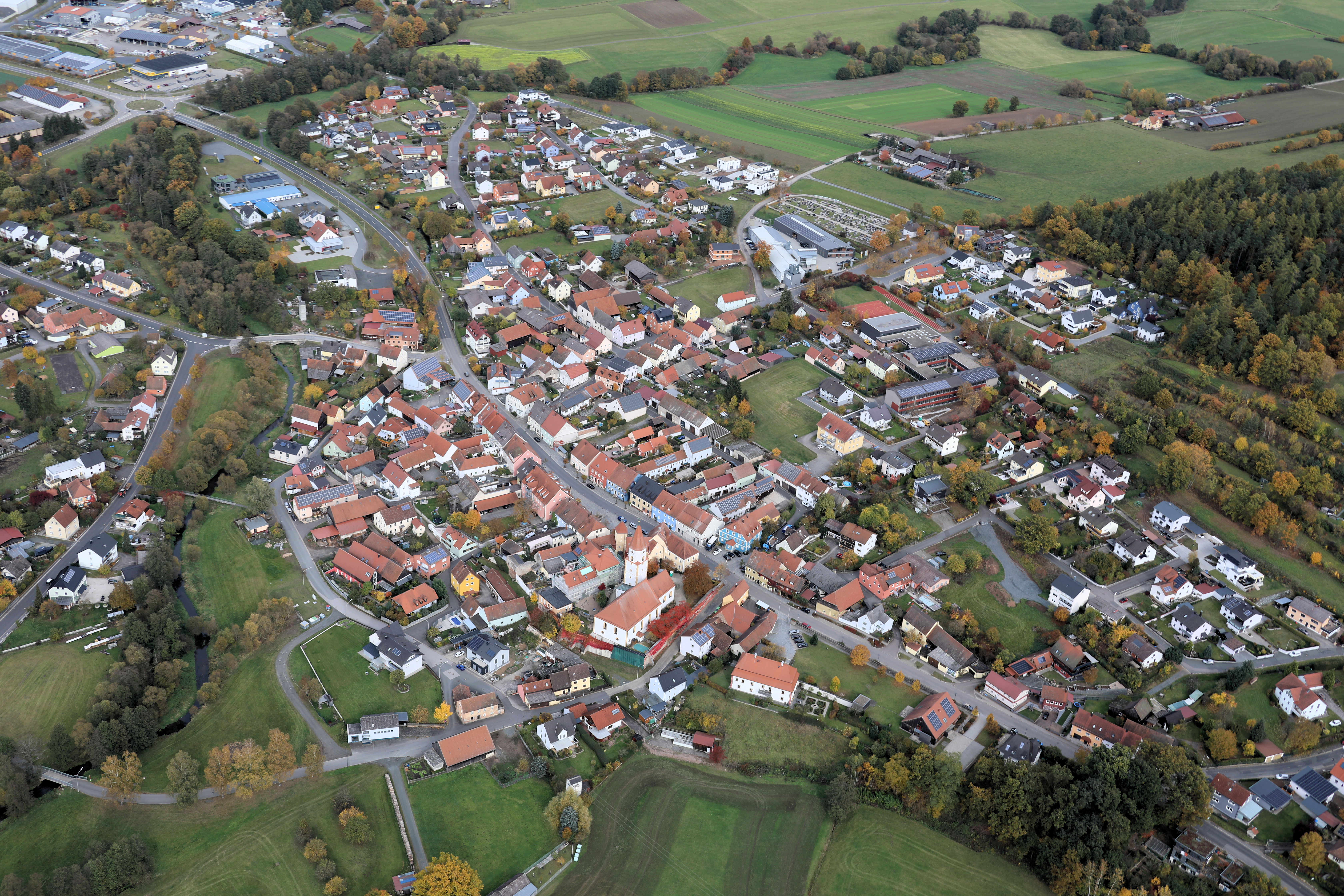
Blick auf Luhe (2023)

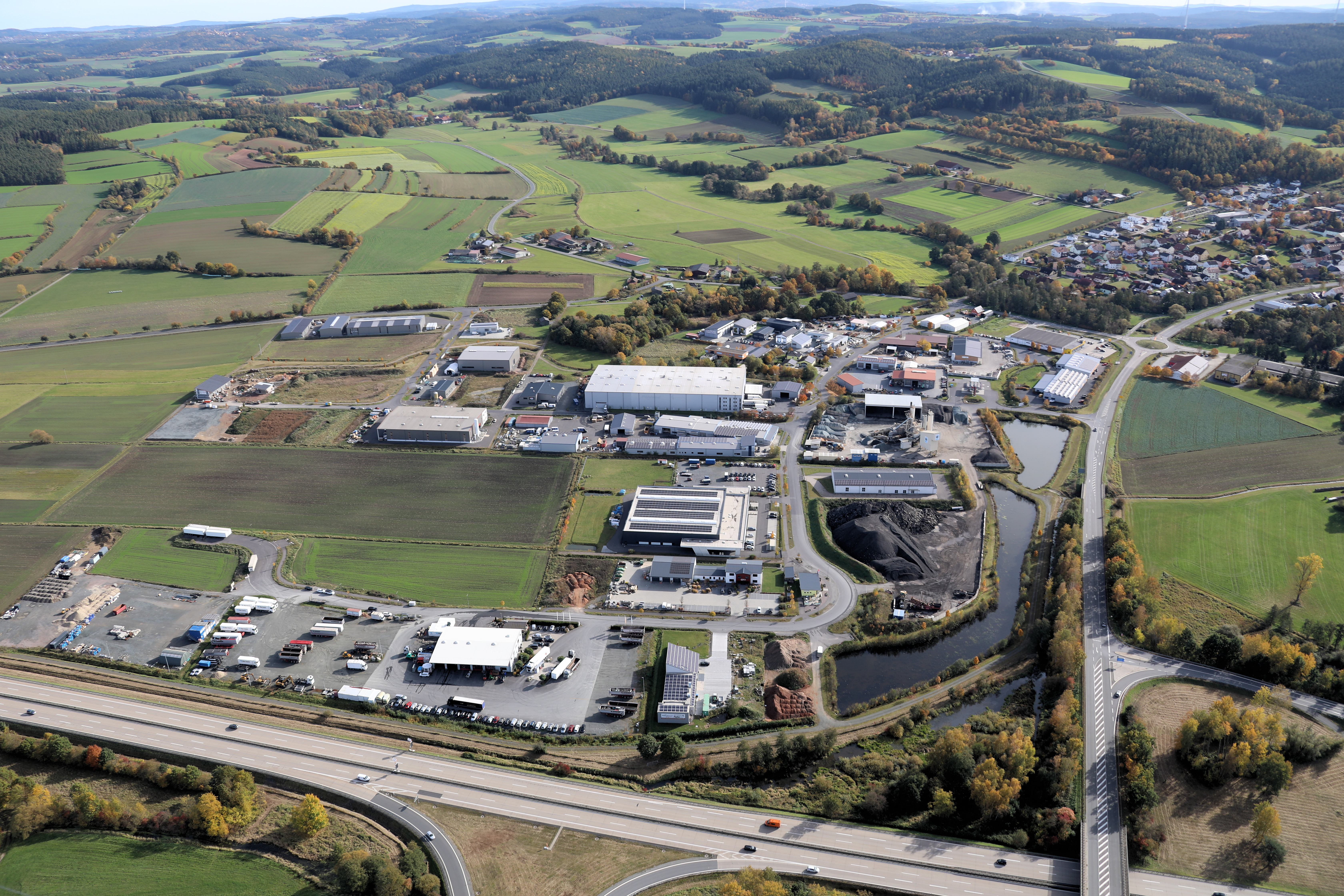
Gewerbepark Luhe (2023)

Luhe-Wildenau ist ein Markt im Oberpfälzer Landkreis Neustadt an der Waldnaab, der 1978 aus dem Markt Luhe sowie den Gemeinden Oberwildenau und Neudorf gebildet wurde.

## Geographie

### Lage
Die Gemeinde liegt im Naabtal, umgeben von ausgedehnten Wäldern. Im Norden des Gemeindebereiches vereinigen sich die Waldnaab und die Haidenaab bei Unterwildenau zur Naab. In diese mündet bei Luhe der gleichnamige Fluss Luhe. Das Naabtal ist in Nord-Süd-Richtung offen, während es östlich und westlich von Hügelketten des Oberpfälzer Waldes gesäumt ist. Im Naabtal verlaufen die Bahnstrecke Regensburg–Weiden (–Hof), die Bundesautobahn 93 und die ehemalige Bundesstraße 15, jetzt (2025) St 2657.
An der Waldnaab liegt ein kleines Hammerschloss, in dem früher die Wasserkraft Maschinen antrieb. In Luhe liegt die Naabmühle als erste Mühle an der Naab. Dort wurde früher die Wasserkraft für eine Säge und eine Getreidemühle verwendet. Heute werden damit Stromgeneratoren betrieben.

### Gemeindegliederung
Es gibt 14 Gemeindeteile (in Klammern ist der Siedlungstyp angegeben):
- Forsthof (Einöde)
- Gelpertsricht (Weiler)
- Glaubenwies (Weiler)
- Grünau (Weiler)
- Luhe (ehemaliger Markt)
- Meisthof (Weiler)
- Naabmühle (Einöde)
- Neudorf bei Luhe (Kirchdorf)
- Neumaierhof (Einöde)
- Oberwildenau (Pfarrdorf)
- Ödhof (Einöde)
- Schwanhof (Einöde)
- Seibertshof (Weiler)
- Sperlhammer (Dorf)
- Unterwildenau (Dorf)

Außerdem gibt es noch den Wohnplatz Haselhöhe.

## Geschichte

### Slawische Besiedlung
Hinweise zur Besiedlung gibt es bereits aus der Zeit vor dem 6. Jahrhundert vor Christus (Hügelgrab bei Neumaierhof). Weit vor der Wende zum 2. Jahrtausend sickerten slawische Siedler aus dem Osten in die Gegend des Oberpfälzer Waldes ein und drangen bis zum Flusslauf der Naab vor. Eine Urkunde aus dem Jahre 905 (‚… cuidam homini suo nomine Immo in comitatu senioris sui prope aquam que dicitur Loua unam quam sclauus quidam nomine Gruonkin quondam obsederat …‘) berichtet von einem Immo, dem König Ludwig das Kind auf Bitten des Markgrafen Luitpold eine Hube, also eine Hofstelle mit Grund und Boden, beim Wasser Luhe schenkte, die zuvor ein Slawe namens Gruonkin besessen hatte.

### Entstehung des Ortes
Die Entstehung des Ortes Luhe dürfte auf den „Schnittpunkt dreier Altstraßen“ zurückgehen. Entlang der Naab, von Regensburg ausgehend, verlief in Richtung Norden die an Schwarzenfeld, Nabburg, Pfreimd und Wernberg vorbeiführende Magdeburger Straße, die über Mitteldeutschland zur Wismarer Bucht führte. Diese wohl älteste Handelsstraße der Oberpfalz, die „bereits Claudius Ptolemäus aus Alexandrien im 2. Jahrhundert n. Chr. … benennt“, berührte Luhe. Von Nürnberg über Amberg und Luhe nach Eger verlief eine zweite Altstraße. Eine weitere „uralte Straße“, von Sulzbach kommend, führte über Luhe entlang des gleichnamigen Flusses nach Michldorf, Kaimling, Waldau und von da über Georgenberg nach Tachau.

### Markt Luhe
Luhe wurde vor 1280 zum Markt erhoben, da es erstmals im Nachtrag  über dieichsgüter Parkstein-Weiden-Floß zum Urbar des Vitztumamtes Straubing als Markt erwähnt wird. Der genaue Zeitpunkt der Markterhebung lässt sich aber nicht feststellen. Das Privileg des Mitte des 13. Jahrhunderts erhaltenen Marktrechts bestätigten 1331 Kaiser Ludwig der Bayer und 1383 Erzbischof Johannes VI. von Prag. Damit durften die Luher Bürger jährlich zwei Jahrmärkte und an jedem Mittwoch einen Markttag ausrichten. Der Freiheitsbrief von 1331 hatte darüber hinaus die Verleihung der eigenen Gerichtsbarkeit zum Inhalt. 1376 wurde ein Pilgerablass durch den Prager Erzbischof Johannes gewährt. Der alte Markt Luhe erlangte große wirtschaftliche Bedeutung als Altstraßenknotenpunkt. Dort kreuzte sich die in Nord-Süd-Richtung verlaufende mittelalterliche Magdeburger Straße mit der von Nürnberg nach Prag führenden Alten Heerstraße (Teil der Goldenen Straße). Eine weitere Anbindung bestand mit Amberg, dem Zentrum des spätmittelalterlichen Eisenerzbergbaues. Handel und Handwerk profitierten von der zentralen Lage. Reisende, Fuhrleute und Zugtiere waren zu versorgen. Zu dieser Zeit gab es in Luhe bereits vier Mühlen, mehrere Wirtshäuser, Bäcker-, Metzger- und Kramerläden. Der gegen Ende des 17. Jahrhunderts eingerichtete Postwagenkurs führte auf der Strecke Regensburg-Eger durch Luhe. 1863 wurde auch die Eisenbahn herangeführt. Bis 1910 wurde Pflasterzoll erhoben. Im 17. und 18. Jahrhundert gab es alle üblichen Handwerksberufe. Neben dem Nahrungsmittelgewerbe gab es Weber, Schmiede, Wagner, Fassbinder, Lederer, Schuster und Schreiner mit speziellen Handwerksordnungen. Ab 1420 wurde in Luhe auch Bier gebraut.
1928 fiel ein Großteil des Marktes Luhe einem Brand zum Opfer. Das Feuer brach durch einen Kabelbrand bei Drescharbeiten aus. Dabei wurde die komplette Bebauung des Marktplatzes sowie viele weitere Häuser zerstört (44 Anwesen waren betroffen), das Feuer machte erst kurz vor der Pfarrkirche halt.

### Gebietsreform der 1970er Jahre
Die heutige Gemeinde Luhe-Wildenau entstand am 1. Mai 1978 durch den Zusammenschluss des Marktes Luhe und der Gemeinden Neudorf bei Luhe und Oberwildenau (mit dem am 1. April 1928 eingemeindeten Unterwildenau) bei gleichzeitiger Eingliederung von Teilen der aufgelösten Gemeinden Engleshof (Meisthof und Seibertshof), Glaubendorf (Glaubenwies) und Rothenstadt (Sperlhammer), zunächst unter dem Namen Luhe und ohne den Zusatz Markt. Am 1. Juni 1979 wurde die Gemeinde in Luhe-Wildenau umbenannt und am 1. August 1980 zum Markt erhoben.

### Einwohnerentwicklung
Einwohnerentwicklung im Markt Luhe-Wildenau:
| Jahr      | 1840 | 1871 | 1900 | 1925 | 1939 | 1950 | 1961 | 1970 | 1987 | 2005 | 2010 | 2015 | 2020 |
| Einwohner | 1528 | 1626 | 1622 | 1632 | 1715 | 2308 | 2433 | 2620 | 3012 | 3471 | 3403 | 3424 | 3477 |

Zwischen 1988 und 2018 wuchs der Markt von 3022 auf 3397 um 375 Einwohner bzw. um 12,4 % der Einwohnerzahl.

## Politik

### Bürgermeister und Marktgemeinderat
Sebastian Hartl (CSU) ist seit Mai 2020 Erster Bürgermeister. Dieser wurde bei der Kommunalwahl am 15. März 2020 mit 74,4 % der abgegebenen Stimmen gewählt.
Der Marktgemeinderat besteht nach der Kommunalwahl 2020 aus 16 Mitgliedern mit folgender Sitzverteilung:
| Partei / Liste: | CSU | SPD | CWU * | JU | FW | Die Bürgerliste | Gesamt |
| --------------- | --- | --- | ----- | -- | -- | --------------- | ------ |
| Sitze 2020      | 6   | 3   | 3     | 2  | 1  | 1               | 16     |

### Wappen
| Wappen Gde. Luhe-Wildenau | Blasonierung: „Gespalten von Gold und Silber; vorne ein halber, rot bewehrter schwarzer Adler am Spalt; hinten eine aufrechte rote Hirschstange, an deren linksgewendeten Enden goldene Jagdhörner an grünen Fesseln hängen.“ |
| Wappen Gde. Luhe-Wildenau | Wappengeschichte: Der halbe Reichsadler in der vorderen Schildhälfte erinnert daran, dass die Gegend um Luhe schon zu Beginn des 10. Jahrhunderts als Königsgut historisch fassbar ist. Die Symbole im hinteren Feld, eine Hirschstange und drei Jagdhörner, stellen eine Verbindung zum Luher Forst her, in dem der Markt Luhe seit 1331 Nutzungsrechte hatte. Die Jagdsymbole stehen auch für die ehemalige Hofmark Wildenau und die drei 1978 zur neuen Gemeinde Luhe-Wildenau zusammengeschlossenen Gemeinden Luhe, Oberwildenau und Neudorf bei Luhe. Die neu formierte Gemeinde nahm 1980 das alte Marktwappen von Luhe an. Luhe hatte schon vor 1280 den Marktstatus erlangt. Nach der Lokaltradition soll Kaiser Ludwig der Bayer 1331 anlässlich der Verleihung verschiedener Rechte auch ein Wappenprivileg erteilt haben. In der zweiten Hälfte des 14. Jahrhunderts, als Luhe als Reichsgut zu Neuböhmen gehörte, wird der Ort als Stadt bezeichnet, nach 1400 wieder als Markt. Das älteste bekannte Siegel stammt aus dem Jahr 1403 und wird wohl in Zusammenhang mit der Bestätigung der Marktrechte 1392 entstanden sein. Dieses Wappen wird seit 1980 geführt. |

## Kultur und Sehenswürdigkeiten

### Baudenkmäler
- Pfarrkirche St. Martin in Luhe: mittelalterliche Wehrkirche, Innenausstattung aus Barock und Rokoko mit sieben Altären
- Wallfahrtskirche St. Nikolaus in Luhe/Koppelberg (Barock)
- Kapelle zur Schmerzhaften Muttergottes  (Luhe) (Neogotik)
- Altes Rathaus mit historischem Marktplatz in Luhe (mit Schwedenturm, Pranger, Granitschwertreliefstein)
- Alter Pfarrhof in Luhe (Frater-Muttone-Bau, Barock)
- Hammerschlösschen und Kapelle St. Lorenz in Unterwildenau (frühes 17. Jahrhundert)
- Neubarocke Strahlenkranzmadonna am Marktplatz in Luhe
- Kirche St. Michael (Oberwildenau)

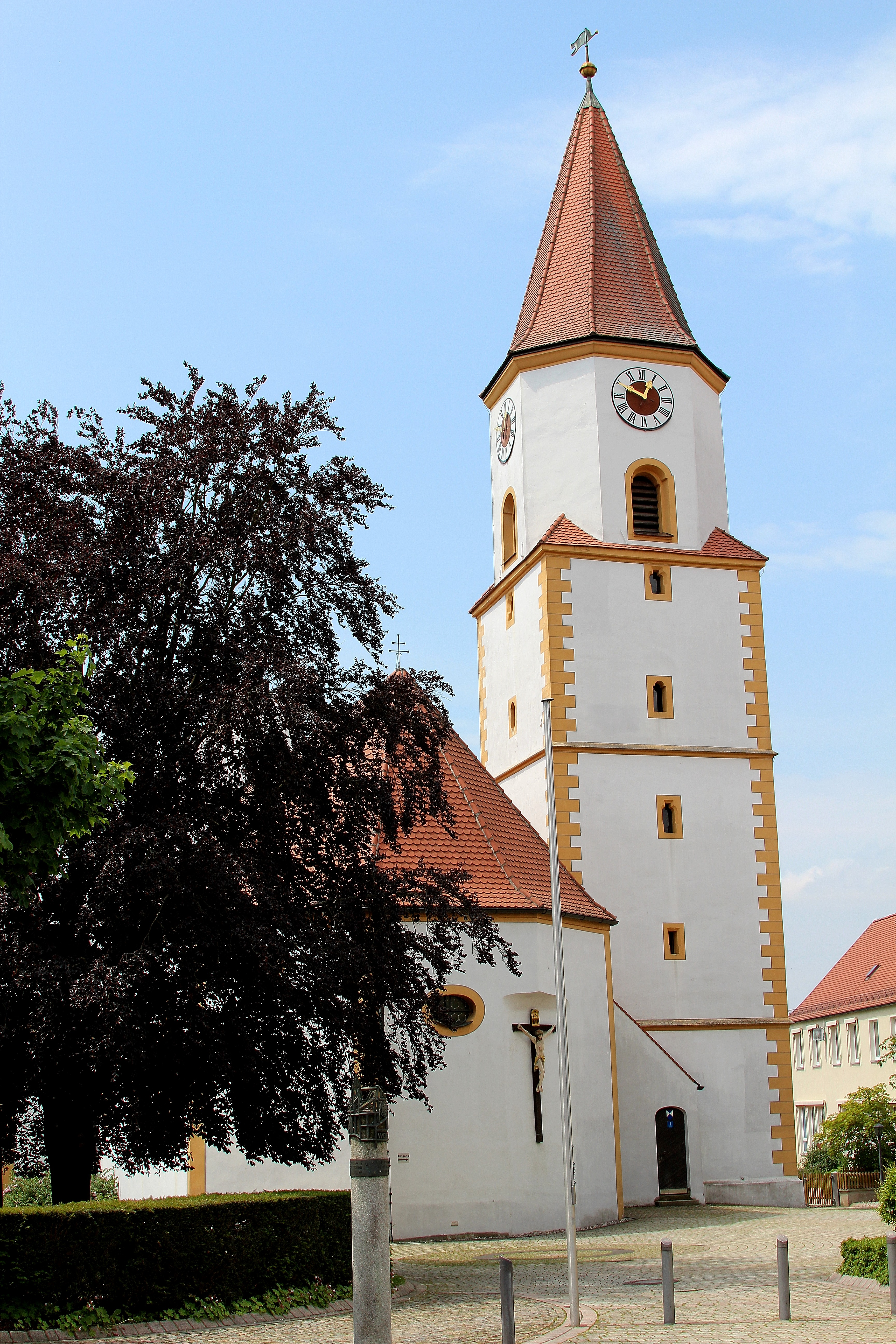
St. Martin (2016)
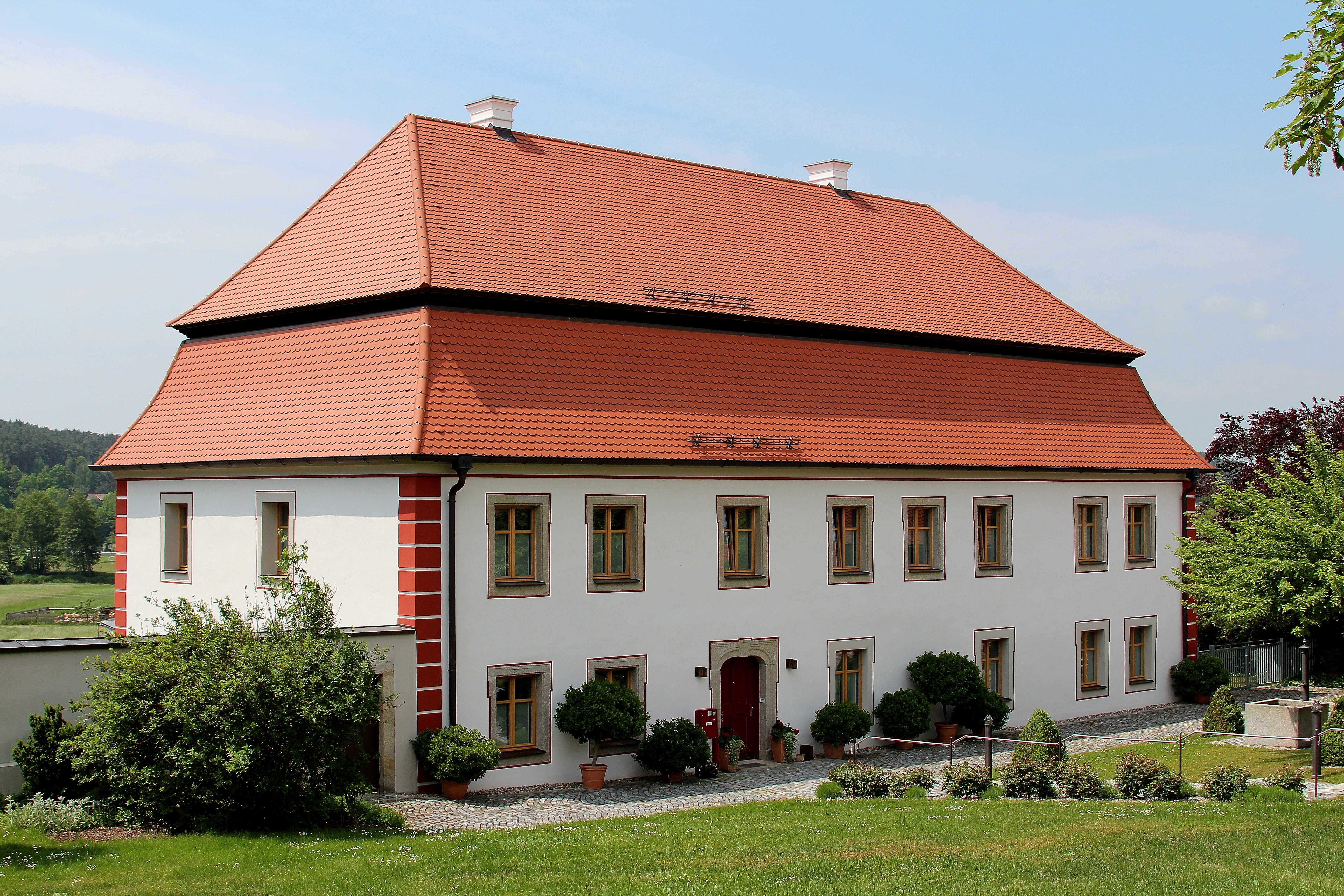
Pfarrhof Luhe (2016)
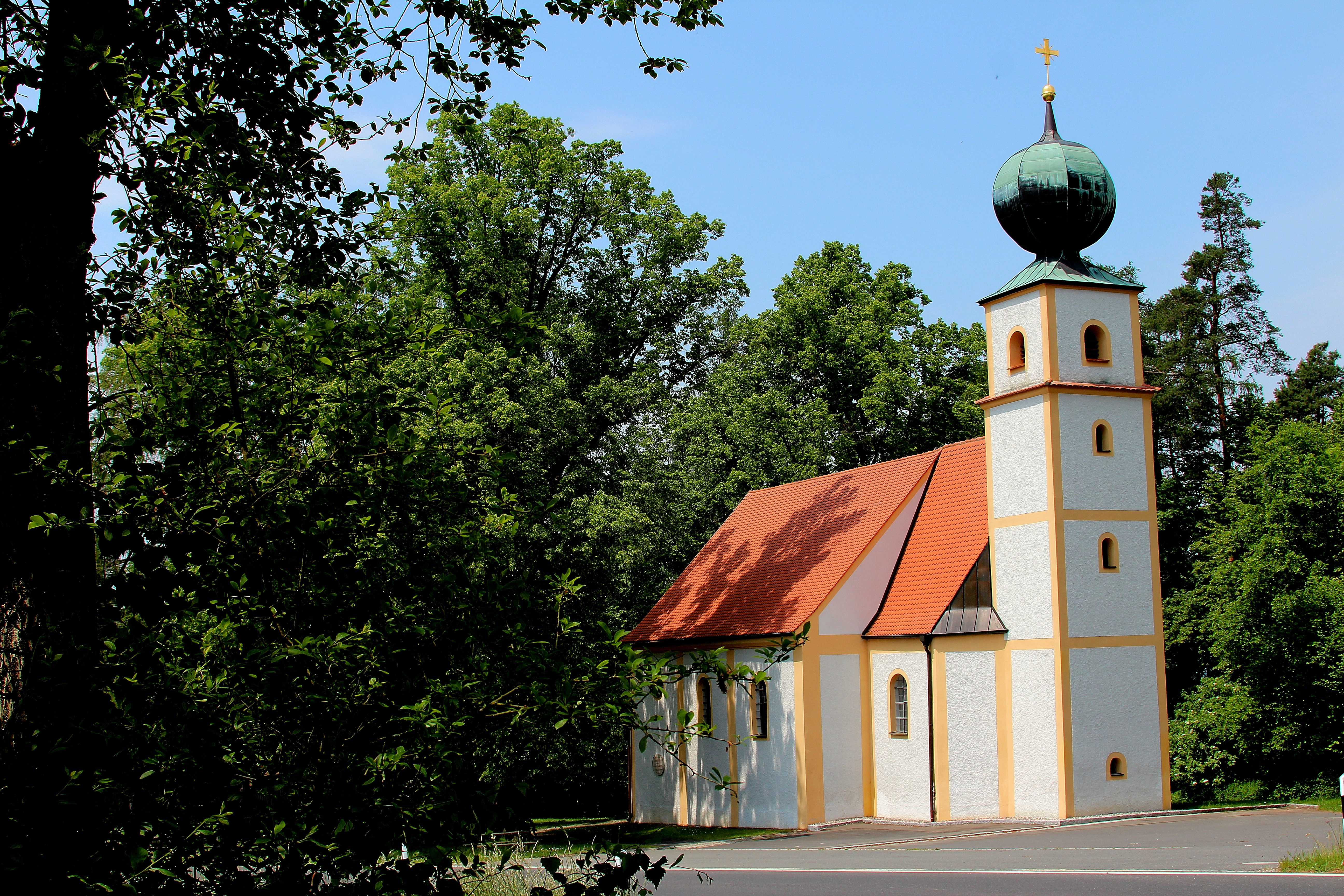
Wallfahrtskirche St. Nikolaus (2016)
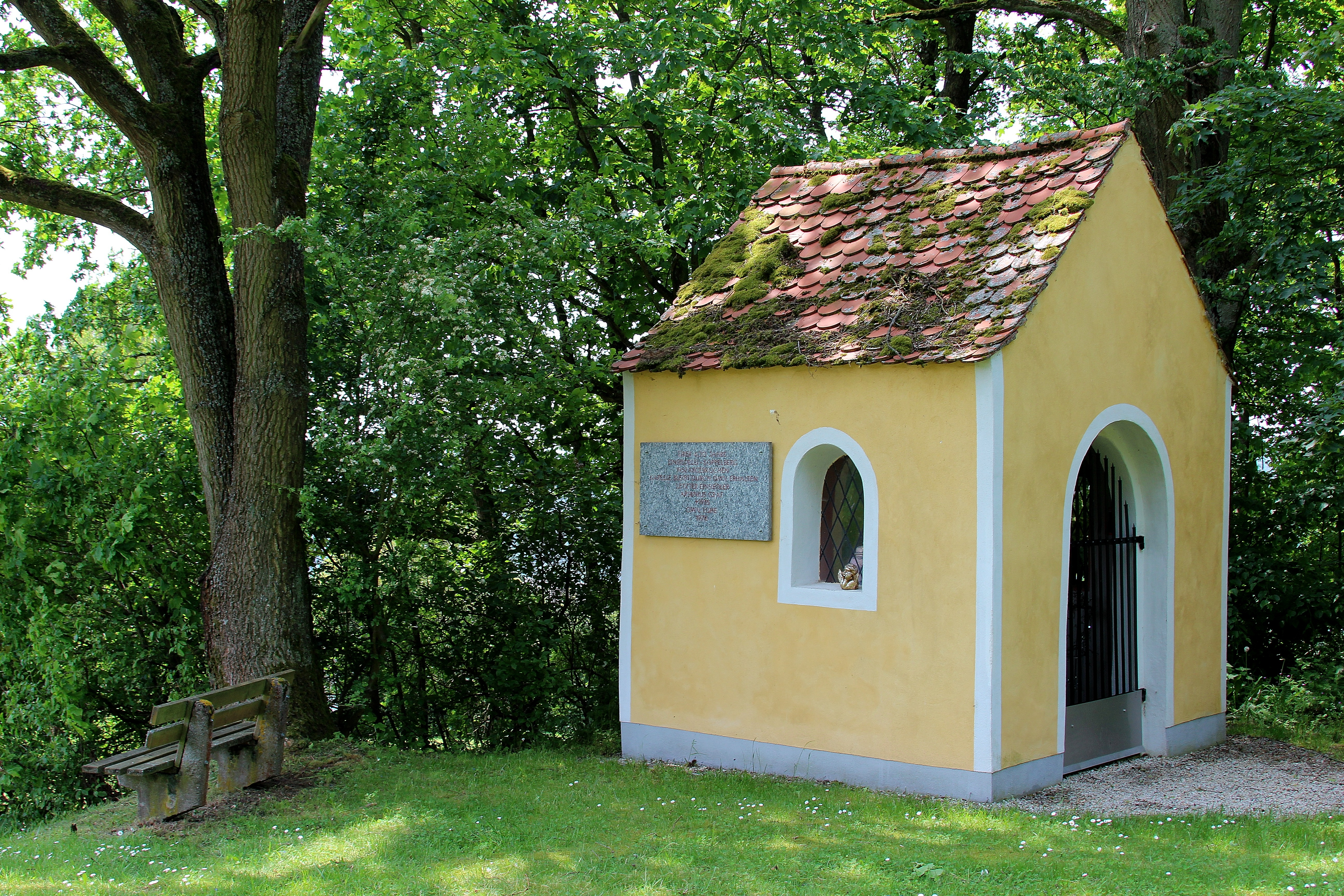
Einsiedlerkapelle (2016)
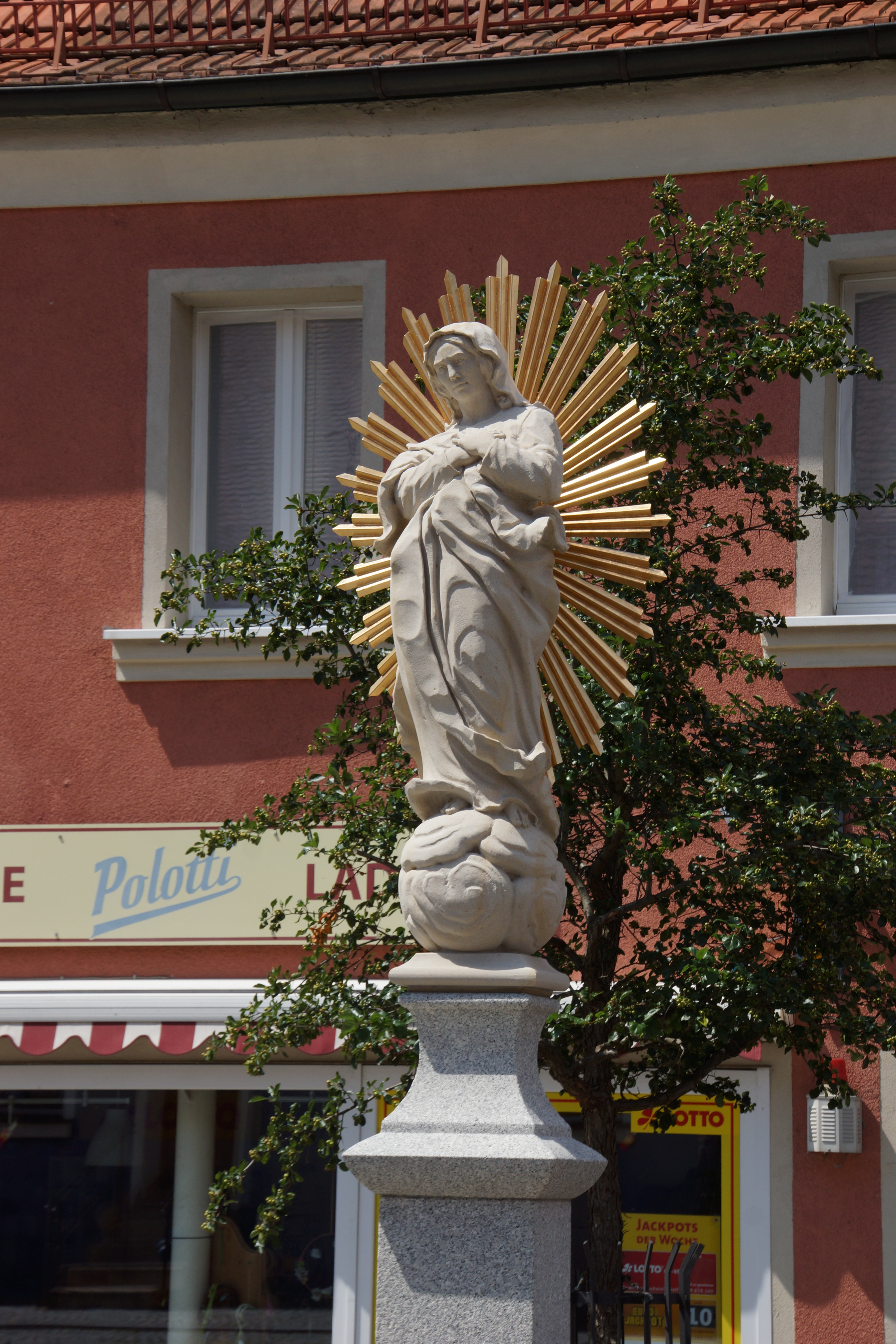
Madonna im Strahlenkranz am Marktplatz in Luhe
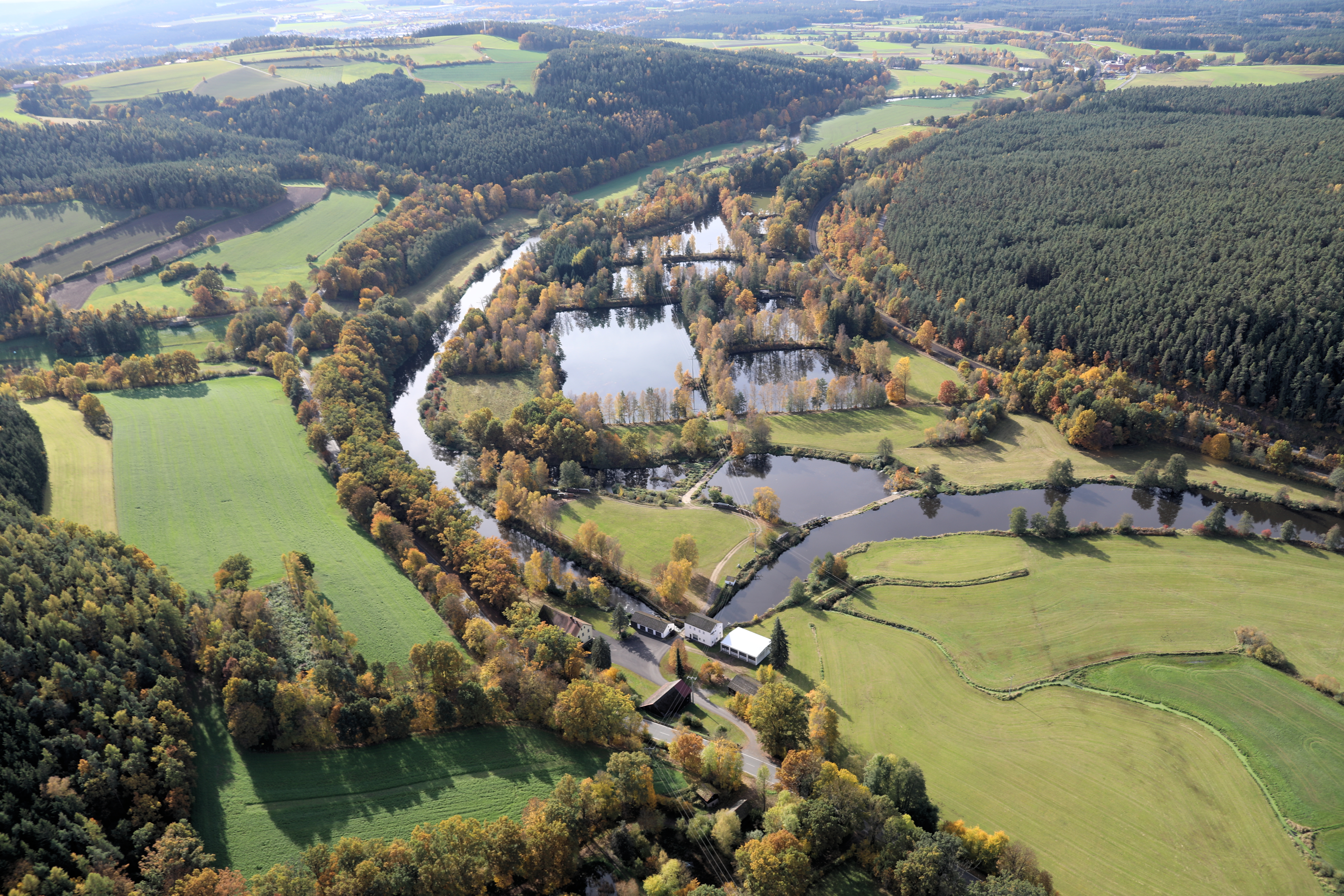
Naabmühle (2023)
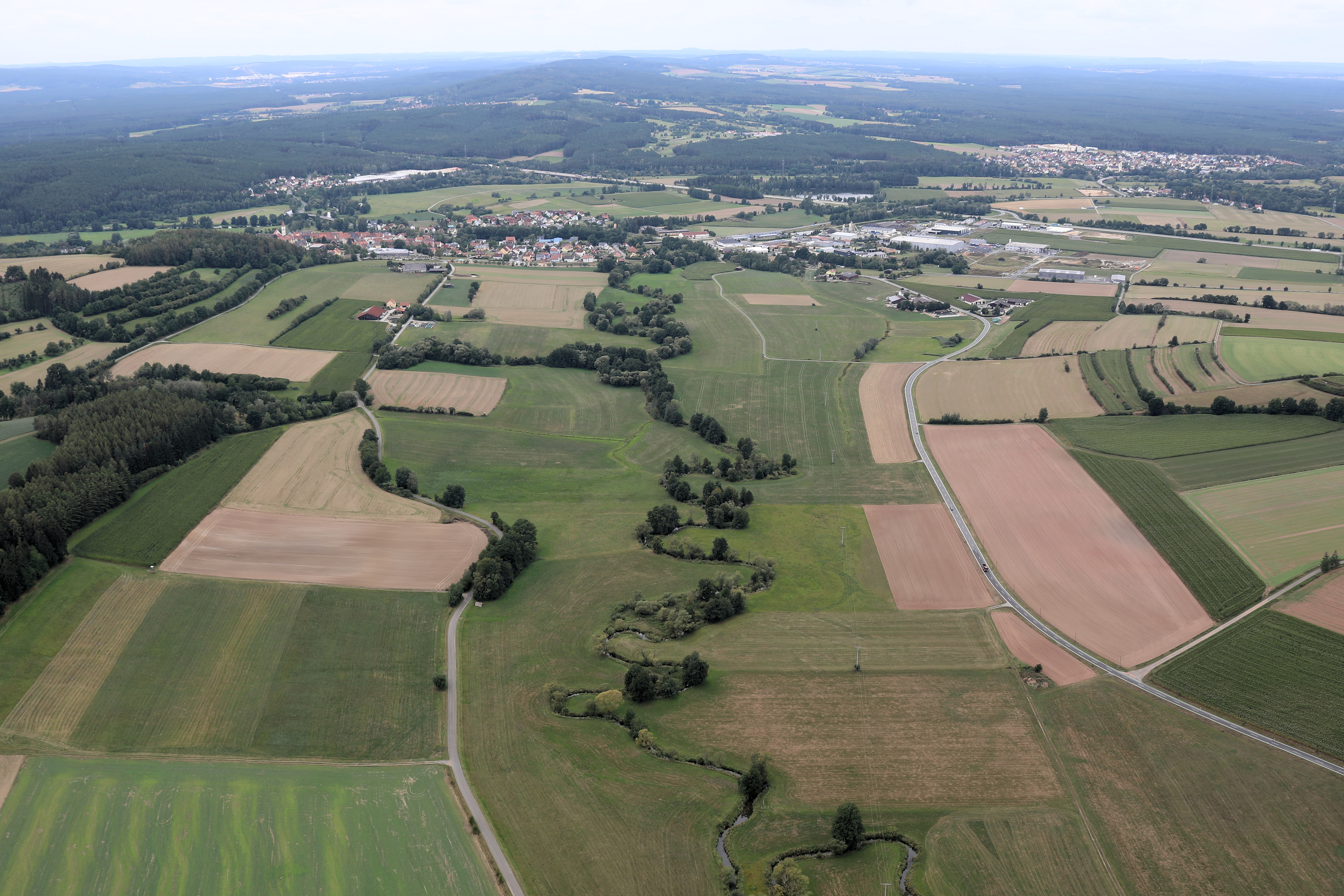
Fluss Luhe nach Meisthof (2020)

### Sport und Kultur
| - FC Luhe-Markt e. V. - Golfclub Schwanhof e. V. - SC Luhe-Wildenau | - Schützengilde Luhe e. V. - Seilzieher Ober- und Unterwildenau - TSV Neudorf 1974 e. V. | - LuhKulTour (Verein f. Kultur und Begegnung) |

## Wirtschaft und Infrastruktur
Luhe war früher Verkehrsknotenpunkt und Handelsstandort. Oberwildenau war bedeutender Standort für Sand- und Kiesabbau. Nach der amtlichen Statistik gibt es in Luhe-Wildenau ca. 1420 (Dezember 2015) sozialversicherungspflichtige Beschäftigte am Arbeitsort. Der Ein- und Auspendlersaldo beträgt ca. 230 Personen. Hauptarbeitgeber sind: Firma Höhbauer GmbH (Fenster und Türen), Firma Glasprofi GmbH (Glasveredelung), Firma IMG GmbH (Metallverarbeitung), Firma Höllerer Dienstleistungen GmbH (Telekommunikation und Kundenservice) und Firma Siemens AG, Werk Luhe.

### Arbeitsplätze
Arbeitsplätze im Markt Luhe-Wildenau:
| Jahr          | 2006 | 2008 | 2010 | 2012 | 2014 | 2015 | 2016 |
| Arbeitsplätze | 925  | 963  | 1013 | 1183 | 1240 | 1378 | 1417 |

### Verkehr
In Luhe-Wildenau gibt es zwei Haltepunkte an der Bahnstrecke Regensburg–Weiden und es liegt direkt an der Autobahn A 93. Fünf Kilometer südlich kreuzt diese die A 6 im Autobahnkreuz Oberpfälzer Wald.

### Bildung
Es gibt folgende Einrichtungen (Stand 2018):
- Zwei Kinderhäuser
- Eine Grundschule
- Zwei Musikschulen

## Persönlichkeiten

### Söhne und Töchter des Marktes
- Georg Augustin Holler (1744–1814), Komponist, Stadtmusikmeister und herzoglicher Musiklehrer
- Flavius Scheuermann (1744–unbekannt), Franziskaner, Organist und Komponist
- Erwin Pohl (1914–2013), Glasdesigner, Mitglied der Luher Künstlergruppe Die Gabel
- Bernhard M. Baron (* 1947), Kulturmanager

### Ehrenbürger
- Albert Gewargis (* 1939), Landarzt
- Michael Höhbauer (1928–2002), Fabrikant, Bürgermeister
- Dekan Joseph Sauer (1904–1997), Pfarrer in Luhe
- Karl Gerber (1896–1977), Landarzt
- Pfarrer Anton Schlosser (1886–1964), Pfarrer aus Grünau
- Hans Rauch (1885–1963), Ministerialrat, MdL
- Hans Hausmann (1876–1933), Bezirksamtmann
- Pfarrer Josef Kellner (1870–1951), Pfarrer in Luhe
- Michael Reichenberger (1856–1935), Kgl. Postexpeditor, Bürgermeister
- Michael Siegert (1852–1932), Mühlenbesitzer, Bürgermeister
- Franz Nagler (1850–1929), Lehrer in Luhe
- BGR Joseph Mauerer (1843–1920), Pfarrer in Luhe